# Евгащино
Евга́щино — село в Большереченском районе Омской области России. Административный центр Евгащинского сельского поселения.

## География
Село Евгащино расположено на северо-востоке Большереченского района, на левом берегу Иртыша. Высота над уровнем моря — 55 м.

## История
XVII век
Одно из старейших сёл Большереченского района и Омской области в целом. Было основано около 1650 года, как деревня Изюк (по местному названию располагавшегося рядом озера) на правом берегу Иртыша.
Часть населения села Изюкского могла являться потомками служилых крещёных татар, происходивших из местных тарских деревень, что давало им право поселиться рядом с татарскими Изюцкими юртами и пользоваться сообща с ясачными татарами рыболовным озером Изюк.
Предки основателей села: Белобородовы, Тулиновы, Уразовы и Евгаштины — служили в Таре ещё в 1620-х годах. Основателем рода Евгащиных являлся служилый татарин Евгашта Икбокмасов, один из сыновей которого принял крещение.
В 1634—1635 годы в составе нижегородских и вологодских стрельцов в Тару прибыли предки Щегловых. В начале XVIII века преобладающими фамилиями в деревне были Евгащины и Щегловы, именно они первыми подали челобитные на владение землями у Изюкского озера: самое раннее челобитье стрельца Васьки Щеглова датировано 1662 годом.
XVIII век
Пройдошины и Резины поселились в Евгащино позднее, так как их выписи на землю были выданы в 1701 году, когда проходил «дозор» населённых пунктов Тарского округа и форм землевладения.
Вначале село располагалось на правом берегу Иртыша, у озера Изюк, что в переводе с татарского означает «калач». Озеро неширокое, в виде речки, имеет форму калача, одним своим концом соединяется с Иртышом. У этого озера и облюбовали себе место в далёком прошлом прибывшие сюда из Европейской России вольные переселенцы и несколько солдат, освободившихся от военной службы. Поселение назвали Изюк. Вокруг озера и рядом были хорошие луга, в озере много рыбы. Непаханой земли было мало, поэтому жителям пришлось осваивать землю на левом берегу Иртыша.
В 1701 году в селе проживали жители следующих фамилий: старообрядцы Белобородовы, Евгаштины, Зорины, Прондошины, Резины, Щегловы, Уразовы, а также православные Меркуловы, Тулининовы.
В первой половине 1720-х годов в Изюк поселяются навёрстанные казачьи дети братья Григорий и Дмитрий Кучюмовы.
Из Татмыцкой слободы приезжают братья Фёдор и Степан Калижниковы — внуки беломестного казака Алёшки Алексеева сына Калижникова, который происходил из семьи тарского стрельца.
Из стрелецкой семьи города Тары происходили и братья Мосеевы — Иван и Степан, которые переселились в Изюк из деревни Ананьиной Логиновского погоста, в этой деревне на момент переписи 1763 года проживал Иван Васильев сын Евгащин (1681 года рождения) со своей семьёй, состоящей из 14 человек. Однако к 1782 году они возвращаются в Евгащино.
Из самой Тары приехали Горшковы, Неклюдовы, Сибирцевы, Симаковых, которые происходили из семей служилых людей.
Фамилия Горшков первоначально являлась уличным прозвищем одной из семей Уразовых. В 1676 году в Таре в черкасской сотне служил Васька Уразов Горшок, его внук Михаил (1691 года рождения) по возрасту подходит на роль основателя рода Горшковых в деревне Евгащино, учитывая, что к моменту его переселения из Тары в Евгащино уже проживали Уразовы, на новом месте его могли называть по уличному прозвищу семьи.

В 1735 году через деревню проезжал немецкий учёный Г. Ф. Миллер Позже он описал здешнее место, описывая реки и озёра: 
«… деревня Елгащина, на восточном берегу, в 10 верстах от Шуевой …».
На 1747 год в селе проживали жители следующих фамилий: старообрядцы Белобородовы, Евгаштины, Зорины, Прондошины, Резины, Щегловы, Уразовы, Горшковы, Калижниковы, Мосеевы, а также православные Тулининовы, Кучюмовы, Неклюдовы, Сибирцовы, Симаковы.
На 1749 год деревня Евгаштина была приписана к Логиновскому погосту.
На 1763 год в селе проживали жители следующих фамилий: Белобородовы, Евгаштины, Зорины, Прондошины, Резины, Щегловы, Уразовы, Горшковы, Калижниковы, Мосеевы, а также православные Тулининовы, Кучюмовы, Неклюдовы, Сибирцовы.
В 1779 году в Изюке была построена первая церковь. Изюк получает статус села.
На 1787 год в селе проживали жители следующих фамилий: старообрядцы Белобородовы, Евгаштины, Зорины, Прондошины, Резины, Щегловы, Горшковы, Калижниковы, Мосеевы, Клеуновы, Шульгины, Щетинины, а также православные Марковы. В Изюкской насчитывалось 52 двора.
В 1795 году в Изюкской имелось 55 крестьянских дворов.
Каждую весну воды Иртыша выходили из берегов, заливали луга, пастбища и жилища, всё это послужило причиной для переезда в 1796 году на жительство на левый берег, ближе к пашням. Первыми переселились братья Евгащины. Кроме того, по левому берегу Иртыша проходил Московско-Сибирский тракт. Они перевезли на новое место свои постройки и положили начало новому поселению, названному их именем — Евгащино.
На 1796 год в Изюке насчитывался 41 двор.
На 1797 год имелось 32 двора.
XIX век
На 1801 год в селе проживали жители следующих фамилий: старообрядцы Евгаштины, Прондошины, Резины, Щегловы, Горшковы, Калижниковы, Мосеевы, Шульгины, Щетинины.
На 1819 год старообрядческая часть населения деревни придерживалась поморского и поповского течений.
«Богослужения произносят по-старому называют обряду. Собираются по праздникам и высокоторжественным дням в один простой дом. Часовен не имеют. Каждой для своей секты порознь».
На 1830 год в деревне Евгащино проживало всего 4 человека обоего пола старообрядцев-поповцев.
В 1847 году было построено новое здание церкви во имя святителя и чудотворца Николая.
В 1866 году открыто Евгащинское начальное народное сельское училище.
На 1868 год казённая деревня находилась при реке Иртыш. Имелась православная церковь, салотопенный завод, ярмарка.

В энциклопедическом словаре Ф. А. Брокгауза и И. А. Ефрона за 1890—1907 годы, говорится о селе следующее: 
«Евгащинское (Изюкское тоже) — село Тарского округа Тобольской губернии при реке Иртыше, в 60 верстах от окружного города. Дворов 486, жителей 3077, церковно-приходская школа; салотопенный завод, ежегодно ярмарка».
Через село проходил пароходный путь «Тобольск-Омск».
В 1892 году купец I гильдии Алексей Дмитриевич Калижников и его жена Ольга Николаевна на свои средства открыли новое здание начального народного сельского училища.
На 1893 год в селе имелся «Мыловаренный, салотопный и свечной завод» принадлежавший крестьянину П. В. Мельникову. Завод производил топление сала (1200 единиц) из сала сырца, свечи (200 единиц) из гарпиуса, мыло (400 единиц) из соды. Стоимость продукции: топлёное сало 4 рубля (общая стоимость 4800 рублей), свечи 4 рубля 40 копеек (общая стоимость 880 рублей), мыло 3 рубля 40 копеек (общая стоимость 1360 рублей). Для производства продукции за 1893 год было использовано 10 кубических саженей дров на сумму 30 рублей. На заводе трудилось 2 рабочих мужского пола. Средняя заработная плата одному взрослому работнику составляла 10 рублей в месяц.
Также в селе имелся Салотопный завод принадлежавший купчихе О. Н. Калижниковой. Завод производил обработку сала. Производительность фабрики составляла 7000 единиц. На фабрике находился в действии паровой котёл. Для производства продукции за 1893 год было использовано 20 кубических саженей дров на сумму 70 рублей. На заводе работало 5 взрослых работников мужского пола и один мастер. Средняя заработная плата одному взрослому работнику составляла 7 рублей в месяц.
На 1893 год имелось 9058 десятин земли в пользовании села (на 1 двор 72 десятины).
В конце XIX века Евгащино уже было самым богатым селом уезда после самого города Тары. Ни в одном селе уезда не было столько купцов I гильдии, как в Евгащино. В его развитии большую роль играли местные купцы Мельников, Дудиковы, Ярковы, Калижниковы и другие.
В 1897 году по переписи населения Российской империи в селе проживало 956 человек. Из них 948 человек были православными, 8 человек старообрядцы. В этом же году был открыт первый на территории нынешнего района маслозавод по производству коровьего сливочного масла. Село стало центром маслоделия всего Тарского уезда.
XX век
В 1900 году была построена торговая лавка купца Павла Васильевича Мельникова. Она сохранилась сейчас и относится к памятникам истории и культуры Большереченского района. Главным фасадом она выходит на центральную площадь. Представляет собой одноэтажное кирпичное здание под двухскатной кровлей. Карниз здания по периметру опоясывает широкий фризовый пояс. Тимпан центрального фасада имеет завершение аэрообразной формы. В середине тимпана находится окно, а по краям — декорированные парапетные столбики. Дверь и окна здания имеют лучковые перемычки с декоративным украшением. Дом возведён на высоком фундаменте. В полуподвальном помещении располагается склад. Прилавки торгового зала предлагали покупателям широкий ассортимент товаров, среди них конфеты в металлических банках, домашняя утварь. Функция торговой точки была присуща этому зданию на протяжении всего XX века: 1917 год — магазин маслодельной артели, 1928 год — универмаг сельпо Евгащинского района, позже — магазин совхозного рапкоопа. С 2004 года здесь размещается магазин райпо. Дом зарегистрирован как памятник истории и культуры. В нём размещался штаб 51-й дивизии В. К. Блюхера.
На 1900 год село располагалось на левом крутом берегу судоходной реки Иртыш. На реке Иртыш была пароходная пристань. В селе находилось почтово-телеграфное отделение, которое обслуживало большую часть сёл и посёлков Тарского уезда и, впоследствии, сыграло большую роль в становлении и развитии села. Расстояние от уездного города Тары составляло 60 вёрст, от епархиального города Омска — 240 вёрст, а от местного благочинного — 35 вёрст.
В начале XX века возникло обозостроительное предприятие, на котором изготавливались сани и телеги на железном ходу, предназначенные для перевозки грузов на большие расстояния.
На 1903 год имелась церковь, министерская школа, почтово-телеграфное отделение, церковно-приходская школа, мыловарня, 2 салотопных завода, кожевенный завод, 4 торговые лавки, казённая винная лавка, пароходная пристань, 2 ярмарки (Прокопьевская 8 июля и Ивановская 12 ноября), торжок (по воскресеньем), почтовая станция, земская станция. Село находилось при реке Иртыш на почтовом тракте.
В 1904 году в селе было открыто «Евгащинское сельскохозяйственное общество». Много внимания уделял селу главный агроном Тобольской губернии Н. Л. Скалозубов.
В. П. Семёнов-Тян-Шанский записал: 
«… более крупным торговым селом является следующая станция по тракту, село Евгащино. Это центральный пункт торговли жировыми веществами и хлебом для всей южной части Тарского уезда. Общий оборот торгового села достигал солидной цифры 450000 рублей. Здесь бывала значительная Иоанна-Златоустовская ярмарка. Находился значительный салотопенный завод Калижниковых с оборотом свыше 60000 рублей. Здание завода было разделено на два отделения — топочное и сливочное. Сало и масло для перетопки закупали на окрестных ярмарках и сбывали в Казань, Москву, Одессу, Ростов. Салотопление производилось подёнщиками с платой по 40 копеек в день на своём содержании …».
В 1907—1910 годах в селе имелся склад земледельческих машин и орудий, принадлежавший датскому поданному Эйнеру Киппу. В 1910—1911 годы склад принадлежал американской торговой фирме «Осборн», специализировавшейся на производстве сельскохозяйственной техники. С 1911—1917 года склад принадлежал Евгащинскому сельскохозяйственному обществу.

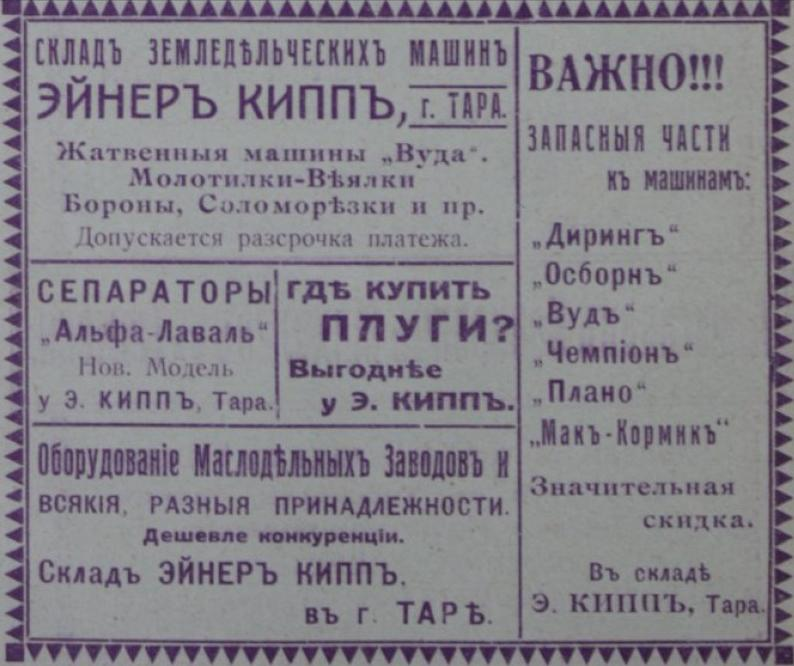
Рекламный проспект датского предпринимателя торговавшего в селе Евгащино. 1914 год.

Евгащинское масло считалось самым лучшим в уезде и продавалось по всей Европе. Часто евгащинское масло уже в Европе становилось предметом недобросовестных предпринимателей, которые выдавали разный фальсификат за евгащинское масло. Сюда ехали разные иностранцы с желанием быстро разбогатеть на масле. Среди них самые крупные датчане, как самые предприимчивые в этом деле, С. Х. Рандрупп, Э. Кипп, Х. А. Гормсен.
В 1908 году в селе появился первый электрический свет, от мельницы купца А. А. Калижникова.
На 1908 год в селе располагалось учреждение с государственной сберегательной кассой — Евгащинское почтово-телеграфное отделение.
Действительный статский советник потомственный дворянин Н. И. Давыдовский имел в селе свою контору конского завода по разведению лошадей. Конюшни находились при Петропавловском винокуренном заводе. В продаже на 1908 год имелись: 2 жеребца, 5 кобылиц. Сорт лошадей упряжной (рысаки).
В 1909 году основана нефтебаза «Керасиновые банки АО Волга», которое действует и сейчас.
21 июня 1909 года в селе проходила II однодневная выставка местного молочного скота
На 1910 год имелась церковь, 2 школы официальные, хлебо-запасный магазин, винная лавка, 4 торговые лавки, ветряная мельница, 2 маслодельни, маслобойня, 3 завода, 4 кузницы, пожарный сарай, 2 ярмарки, почтовая станция, земская станция.
В 1911 году в селе проходят бесплатные курсы по животноводству для крестьян.
На 1912 год в селе проживало 715 человек православных.

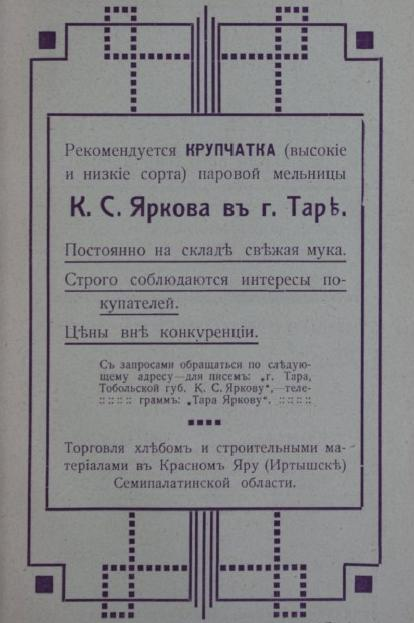
Реклама купца К. С. Яркова торговавшего в селе Евгащино. 1913

В 1912 году в бывшем здании купца К. С. Яркова на средства купцов Калижниковых было открыто Высшее техническое коммерческое училище, которое стало первым подобным заведением в Тарском уезде.
На 1914 год в большом торговом селе имелась пароходная пристань, которой заведовал агент И. Д. Мерзляков, церковь, почтово-телеграфное отделение, паровая мельница. Было развито хлебная торговля, в больших количествах производилось сливочное и перепускное масло.
В 1915 году в Евгащино Омским Комитетом РСДРП был направлен Семён Семёнович Кутьмин с целью создания демократических кружков и руководства демократическим движением в селе и округе. С этой целью он внедрился в местное общество в виде учителя местных учебных заведений.
В 1916 году Евгащинское почтово-телеграфное отделение было преобразовано в Евгащинскую почтово-телеграфную контору VI класса. Евгащинская контора стала второй в уезде после Тарской. Были организованы различные кредитные общества и союзы.
К 1917 году грамотность в селе составляла среди мужчин 5,2 % от общего числа жителей, а женщин — 3,2 %. В среднем на 900 дворов выписывалась одна газета и журнал, в основном их выписывали купцы, волостные писари и очень зажиточные крестьяне.
До 1917 года село входило в Логиновскую волость Тарского уезда Тобольской губернии.
Во время Гражданской войны священник В. И. Багинский организовал в селе отделение партии кадетов. В отделение партии вошла часть купечества и крестьянства. В декабре он уже стал членом земской управы и стал вести борьбу с образовавшимся Советом крестьянских депутатов.
С 7 марта 1919 года по 25 мая 1925 года Евгащино являлось волостным селением Евгащинской волости Тарского уезда Омской губернии.
В конце лета 1919 года полки Красной Армии вели бои на территории Омской области. После занятия Усть-Ишима и Утьмы части 51-й дивизии, которой командовал В. К. Блюхер, двигались вдоль Иртыша на юг, занимая населённые пункты, одним из которых было село Евгащино.
В 1923 году был открыт Евгащинский медицинский пункт.
С 25 мая 1925 года по 17 июня 1929 года село Евгащино являлось районным центром Евгащинского района Тарского округа Сибирского края.
На 1926 год в селе имелся районный исполнительный комитет, сельский совет, библиотека, изба-читальня, школа, агрономический пункт, ветеринарный пункт, почтово-телеграфное отделение, ссудо-сберегательная касса, лавка общества потребителей, кожевенный завод, мельница, маслозавод.
С 4 июля 1937 по 15 октября 1953 годы село было районным центром Ежовского (со 2 сентября 1939 года — Дзержинского) района Тарского округа Омской области.
В 1965 году в обвалах Иртыша у села Евгащина школьники нашли бивень мамонта весом свыше 100 кг, а летом 1970 года там же была найдена верхняя челюсть мамонта весом 60 кг, бивень мамонтёнка и верхняя часть черепа носорога. Все эти находки хранятся в Большереченском историко-этнографическом музее.
XXI век
На 2011 год в селе имелась Евгащинская средняя школа, детский сад, администрация сельского поселения, сельская администрация, СПК «Евгащинский», сельское потребительское общество «Изюк», Евгащинский комбинат строительных материалов, отделение Сбербанка, почтовое отделение, МУП «Евгащинское ЖКХ», крестьянское (фермерское) хозяйство «Колос».
История ярмарки
На 1868 год ярмарка действовала 6 октября.
На 1884 год действовала в селе Фоминская ярмарка проходившая с 6 по 10 октября.
На 1888 год в селе действовала Иоанна-Златоустовкая ярмарка с 13 по 16 ноября.
На 1890 год ярмарка имела право устанавливать цены на хлеб и на остальные предметы крестьянского хозяйства.
На 1899 год на Филипповскую ярмарку 14 ноября из ближайших селений доставлено 884 яловых кож, 450 пудов топлёного сала. Всё продано местным заводчикам: кожи по 4 рубля за штуку, сало по 2 рубля 20 копеек за пуд.
На 1903 год в селе помимо 2 ярмарок, действовал и еженедельный торжок по воскресеньям.
На 1907 год Евгащинская ярмарка отличалась значительным оживлением торговли. Оборот ярмарки составлял 440000 рублей.
В 1908 году на Ивановскую ярмарку 12 ноября было доставлено из окрестных селений лошадей 80 голов, мясных туш крупного рогатого скота 200 штук, свиных туш 30, кож крупного рогатого скота 1300 штук, овчин 2500 штук. Всё привезённое на ярмарку было распродано. Лошади по цене 35-40 рублей местным крестьянам. Мясные туши крупного рогатого скота от 2 рублей до 2 рублей 40 копеек за пуд, свинина 4 рубля за пуд отправлены в Омск. Кожи по цене 6-7 рублей за штуку были проданы частью на местный кожевенный завод, частью отправлены в Тару. Овчины от 1 рубля 20 копеек до 1 рубля 50 копеек за штуку проданы на овчинно-шубные заводы в село Шатровское Ялуторовского уезда Тобольской губернии.
На 1910 год действовала Ивановская ярмарка проходившая с 12 по 15 ноября, оборот которой составлял 34600 рублей. Прокопьевская ярмарка, проходившая с 8 по 10 июля, имела оборот 26000 рублей.
Население смежных деревень и волостей привозили на ярмарки скот, различные виды продукции полеводства и животноводства. С промышленными товарами приезжали купцы из Тары, Омска, Тюкалинска, Шадринска и других городов.

## Образование
Евгащинское начальное народное сельское училище
В 1866 году открыто Евгащинское начальное народное училище. На содержание училища расходовалось 375 рублей. Рассчитано на 10 населённых пунктов, на 2106 человек (1052 м — 1054 ж).
В соответствии с законом от 22 апреля 1877 года на содержание училища из частных земских повинностей, учителям выделялось 200 рублей, законоучителю 60 рублей, на учебные пособия 50 рублей. На местное сельское общество возложена обязанность, нанимать учителей, выделять помещения для училища и учителей, производить ремонт, отопление, освещение помещений, нанимать училищную прислугу.
Учителем был священник отец Василий и его дочь Юлия Васильевна Парфёнова. Учеников было не много, всего 40 человек. Дети учились всего три года. Преподавали в школе закон Божий, письмо, арифметику, чтение.
На 1 января 1888 года обучалось 21 человек (18 м — 3 ж).
На 1892 год училось 23 человека. Окончил курс 1 человек мужского пола. Он же выдержал испытания и получил льготное по воинской повинности свидетельство. На содержание училища выделялось 310 рублей из земского сбора и 40 рублей от сельского общества.
На 1900 год обучалось 39 учащихся, размещалось в собственном здании, содержалась на средства попечителя Павла Васильевича Мельникова. Учитель школы получал 60 рублей в год из средств училищного Совета. Учительница — 150 рублей в год из средств попечителя школы.
В 1912 году обучалось около 75 человек (49 м — 26 ж).
Евгащинская одноклассная смешанная церковно-приходская школа
В этой школе обучение велось четыре года. В школе работали уже два учителя. Позднее в этом здании располагался детский сад. Это здание сохранилось. Сейчас это жилой дом.
Евгащинское высшее коммерческое училище
В нём обучалось около 75 детей (49 мальчиков и 26 девочек), это были дети купцов, зажиточных крестьян.
Сначала училище содержалось за счёт средств Ольги Николаевны Калижниковой, затем было передано на содержание государства.
В здании училища, также как и в министерской школе, было две классные комнаты и квартира для учителя.
Евгащинское высшетехническое коммерческое училище
Купец II гильдии К. С. Ярков К. С, переезжая на жительство в город Омск, передал обществу кредитных товариществ свой магазин под школу. Так в 1912 году на средства купчихи О. Н. Калижниковой организовано частное коммерческое училище.
Училище готовило будущих торговых дельцов, специалистов агротехнического направления.
Здесь обучались дети, окончившие три класса обычной школы, учились в 4, 5, 6 классах. Число учащихся в этом учебном заведении достигало 70 человек.
Училище в 1917 году возглавлял В. А. Макаров.
Школа после 1917 года
После Октябрьской революции все учебные заведения села были объединены в единую народную 4-х классную школу. Возглавил её Семён Семёнович Кутьмин. В школе работали четыре учителя.
Евгащинская средняя общеобразовательная школа была открыта в 1937 году. Школа является старейшей школой Большереченского района.
В школе обучаются 280 детей. Социальный состав обучающихся неоднородный: дети рабочих, служащих, интеллигенции, предпринимателей, безработных. Большая часть детей по социальному составу приходится на семьи работников сельского хозяйства.
Сегодня школа работает в две смены. В школе работают 38 учителей. Из них с высшей категорией 7 человек, с первой категорией 16 человек, со второй категорией 8 человек. Отличников народного просвещения 6 человек, один из них имеет звание «Заслуженный учитель РФ», один учитель награждён знаком «Почётный работник просвещения». Средний возраст членов педагогического коллектива 46 лет, 70 % учителей — выпускники сельской школы. Коллектив стабильный, сильный, творческий.
С 2004 года школа работает по новому БУПу. Реализуется федеральный компонент образования. Региональный компонент представлен предметами: в основной школе — ОБЖ, информатика; в средней школе — экология.
Школьный компонент образования распределяется на предметы по выбору, факультативы, индивидуальные занятия.
С 2004 года в школе функционирует «Программа развития общественно-активной школы».
Разработаны программы: «Талант» по работе с одарёнными детьми, «Гражданско-патриотическое воспитание», «Духовно-нравственное воспитание „Экология души“», «Горячее питание».
С 2009—2010 учебного года школа начала работать над новой методической темой «Использование новых информационно-коммуникационных и развивающих технологий в образовательном процессе».

## Церковь
юЦерковь во имя Святителя и Чудотворца Николая (1779)
Первая церковь в Изюке была построена в 1779 году, деревянная.
Во время пожара в грозу церковь сгорела до тла.
Церковь во имя Святителя и Чудотворца Николая (1847)
Вторая церковь была построена в 1847 году на средства прихожан, однопрестольная, деревянная на каменном фундаменте, прочная и вместительная, обшита тёсом и выкрашена белой краской. Средства на строительство внесли купцы I гильдии Калижников, Мельников, купцы Ярков, Десятов и другие прихожане. Церковь построена по плану и фасаду Преосвященным Владимиром.
Купец I гильдии А. Д. Калижников заказал медный колокол в 60 пудов с надписью «Купец Первой Гильдии А. Калижников».
Для строительства церкви было выбрано место в центре села. Церковь была хорошо видна из-за поворота реки со стороны Тары, а с другой со стороны Омска.
Церковь была окружена красивой оградой из кованого железа, укреплённой на каменных столбах. Эту ограду ковали местные кузнецы.
Ухожена была и территория церкви: высажены лиственницы, ели.
На территории церкви хоронили именитых людей села, священнослужителей, купцов. На могиле купца Калижникова, его жена Ольга Николаевна, поставила памятник в виде мраморной беседки с надписью внутри на восточной стороне беседки. Беседка была разрушена. Отдельные фрагменты можно сегодня увидеть в разных местах села.
Красивым было внутреннее убранство церкви. На потолке была роспись из библейских сюжетов.
Первым священником был Василий Парфёнов.
На 1899 год часовен и молитвенных домов в приходе не было. К Евгащинскому приходу приписаны такие деревни, как: — Мешкова — в 11/2 верстах; — Колбыши — в 4 верстах; — Токатова (за рекой Иртыш) — в 7 верстах; — Красный Яр — в 8 верстах; — посёлок Михайловский — в 12 верстах; — Черниговская — в 14 верстах; — Новгородцево — в 15 верстах; — Илья-Карга — в 20 верстах; — Коршуново — в 20 верстах; — Неупокоево — в 20 верстах; — Егатова — в 24 верстах.
Дома для священника и псаломщика были деревянные с необходимыми служебными пристройками. Для диакона дома нет. Евгащинский приход имеет две церковно-приходские школы.
Всего население прихода мужского пола — 1580 душ, женского пола — 1642 души.
Всё население православное, за исключением самого незначительного числа уклонившихся в раскол в давнее время. По штату в приходе положено состоять священнику, диакону и псаломщику.
Причт церкви на 1899 год:
- Священник Парфёнов Василий Фёдорович — родился в 1863 году в селе Черновское Сергачского уезда Нижегородской губернии. Студент Нижегородской духовной Семинарии. Определён в настоящий приход 25 марта 1886 года. Награждён набедренником;
- Диакон Казаринов Иоанн Михайлович — родился в 1864 году. Сын священника. Из 1-го класса Омской учительской семинарии. В приходе состоит с 26 июня 1894 года.

На 1912 год причтового капитала имелось 16000 рублей, и заключался в 4 % государственной ренты, проценты получались 608 рублей.
К приходу церкви помимо села, были приписаны деревни: Мешкова, Красный Яр, Танатова, Илья Карга, Коршунова, Новгородцева, Михайловская, Преображенская, Неупокоева, Егатова, Черниговская, Колбыши.
Казённое жалование священнику полагалось 130 рублей, псаломщику 44 рубля в год, дьякону не полагалось. Кружечного братского дохода бывало до 600 рублей в год.
Для священника и псаломщика имелись деревянные дома с необходимыми надворными постройками. Кроме того, при церкви имелся деревянный и очень ветхий дом, предназначенный для помещения церковных сторожей.
Причт церкви на 1913 год:
- Псаломщик Молчанов Георгий Иванович — родился в 1882 году. Сын священника. Окончил Тобольскую духовную семинарию. С 29 сентября 1904 года псаломщик, с 22 сентября 1905 года служил в Евгащинской церкви;
- Священник Парфёнов Василий Фёдорович — родился в 1863 году в Нижегородской губернии. Сын кандидата. Окончил Нижегородскую духовную семинарию. С 25 марта 1886 года священник и с этого же времени служил в Евгащинской церкви. Имел камилавку. В семье жена и 7 детей.

Причт церкви до революции и во время Гражданской войны:
- Псаломщик Копустянский Пётр Карпович — родился в 1888 году. Сын священника Полтавской губернии. Окончил Полтавское духовное училище. С 20 мая 1908 года псаломщик и с этого же периода служил в Рогозинской церкви, поле чего был переведён в Евгащино;
- Священник Багинский Виталий Игнатьевич — родился в 1882 году в Житомирском уезде Волынской губернии. Из поляков. Сын псаломщика. Сан священника получил 20 августа 1903 года. Служил священником в сёлах Рогозино Седельниковской волости (с 1 октября 1908 года), а потом переведён в село Евгащино Евгащинской волости Тарского уезда. Окончил 3 класса Волынской духовной семинарии. При которой сдал экзамен по богословным предметам, за что получил свидетельство. Был женат. В семье было 5 детей. Учитель церковно-приходской школы. Член партии кадетов. Член земской управы. Во время гражданской войны организовал дружину самообороны. Был управляющий тарским «Союз-Банком». Активный участник гражданской войны против большевиков. Командир отряда. Награждён наперсным крестом, имел скуфью. Приговорён к высшей мере наказания. Расстрелян в 1927 году в городе Минусинске.

В начае 1930-х годов священником был Грибов Илья Иванович, уроженец Курской губернии. Впоследствии был арестован и отбывал наказание в концлагере в 50-70 км от села Евгащино. Полностью отбыл срок и вернулся в село домой. За отказ отречься от Бога и священнического сана был арестован вторично органами НКВД. Был расстрелян 20 сентября 1937 по обвинению в контрреволюционной деятельности.
Церковь продолжала действовать до 1934 года. После чего была снесена.
До 1937 года священником был Немков Евгений Васильевич. Был расстрелян в Омске.
Приход Покрова Пресвятой Богородицы
В настоящее время службы в селе проводятся в приспособленном здании, находящимся на территории бывшей церкви. В этом доме жил церковный причт.
Маленькое здание находится в аварийном состоянии, поэтому прихожане пытаются решить вопрос о строительстве нового здания на историческом месте.
Сегодня настоятелем прихода является иерей Ерак Николай Фёдорович.

## Памятники
- Братская могила борцов за власть советов, расстрелянных белогвардейцами в сентябре 1919 года, мемориал установлен в 1967 году, ул. Партизанская - памятник, связанный с именами борцов за Советскую власть, погибших в годы гражданской войны. Категория охраны — местная, решение Омского облисполкома № 239/10 от 26. 06. 1980 года. Состояние мемориала среднее, видно, что за памятником следят: заделаны трещины, произведена побелка памятника, покрашена звезда на вершине пирамиды, лепная гирлянда на постаменте, обновлены буквы текста, производится частичная вырезка кустарника вокруг памятника, скашивается трава
- Дом купца А. Д. Калижникова конец XIX века, в котором размещался штаб 51-й дивизии В. К. Блюхера в ноябре 1919 года, принимавшей участие в освобождении Сибири от белогвардейцев, ул. Ленина, 15, памятник, связанный с событиями гражданской войны на территории Омской области; памятник гражданской общественной архитектуры, характерный образец рядового купеческого дома начала XX века (паспорт на здание как памятник архитектуры, отсутствует), категория охраны — местная, решение Омского облисполкома № 239/10 от 26. 06. 1980 года. Состояние среднее, произведена побелка по кирпичу стен фасада, в здании расположены Евгащинская администрация и участковый пункт милиции
- Магазин купца Яркова конец XIX — начало XX веков, ул. Партизанская / ул. Советская. Редкий для Омской области образец скромной каменной купеческой торговой постройки начала XX века. Категория охраны — местная, решение Омского облисполкома № 239/10 от 26. 06. 1980 года, постановление Главы администрации № 421-п от 29. 08. 1996 года. Состояние плохое, кирпичное, прямоугольное в плане одноэтажное здание с полуподвалом, стену главного фасада завершает сложный аттик с окном в центре, побелка по кирпичу, угловые лопатки, фризовый пояс, металлические ставни и двери, декоративные элементы аттика окрашены в голубой цвет, в настоящий момент здание не используется и постепенно разрушается (Паспорт на здание отсутствует).[12]
- Археологический памятник «Евгащино II» — древнее городище начала I тысячелетия до н. э. — VII—VI века н.э[13].

## Население
| Год  | Всего | Мужчины | Женщины |
| ---- | ----- | ------- | ------- |
| 1868 | 439   | 213     | 226     |
| 1893 | 430   | 157     | 271     |
| 1897 | 956   | 481     | 475     |
| 1903 | 859   | 438     | 421     |
| 1909 | 1214  | 618     | 596     |
| 1926 | 1303  | 618     | 685     |
| 2006 | 400   |         |         |

| 1926 | 1939  | 2002  | 2010  | 2021  |
| ---- | ----- | ----- | ----- | ----- |
| 1303 | ↗2020 | ↗2062 | ↘1681 | ↘1322 |

Национальный состав
Согласно результатам переписи 2002 года, в национальной структуре населения русские составляли 94 %.

## Инфраструктура
В селе имеются Евгащинская средняя школа, отделение Сбербанка, почтовое отделение, участковая больница. 
Улицы села Евгащино: Гагарина, Зенкова, Комсомольская, Кутьмина, Ленина, Максима Горького, Октябрьская, Партизанская, Первомайская, Профильная, Пушкина, Радищева, Садовая, Советская,
Переулки: Базарный, Маслозаводский, Почтовый, Школьный.